# 맏이 (2013년 드라마)
《맏이》는 2013년 9월 14일부터 2014년 3월 16일까지 방송된 JTBC 주말드라마이다.

## 기획 의도
1960년대부터 1990년대까지를 시대적 배경으로 불의의 사고로 부모를 잃은 5남매가 맏이의 헌신적인 보살핌으로 성장해 나가는 이야기를 그리는 작품이다.

## 등장 인물

### 주요 인물
- 윤정희 : 김영선 역 (아역 유해정)
- 재희 : 박순택 역 (아역 채상우)
- 오윤아 : 이지숙 역 (아역 노정의)
- 박재정 : 이인호 역 (아역 오재무)

### 영선네
- 조이진 : 김영란 역 (아역 박하영)
- 강찬 : 김영두 역 (아역 김윤섭)
- 김규선 : 이재임 역
- 정윤혜 : 김영숙 역 (아역 한서진)
- 김태진 : 김영재 (명준) 역 (아역 김예찬, 이준서)
- 장서희 :김 난이 역

### 지숙네
- 장미희 : 윤이실 역
- 진희경 : 김은순 역
- 이종원 : 공창래 역
- 김병세 : 이상남 역
- 조성윤 : 김종복 역 (아역 이형석)

### 순택네
- 윤유선 : 윤임순 (반촌댁) 역
- 이달형 : 박재오 역
- 황보라 : 박순금 역 (아역 박지원)

### 그 외 인물
- 라미란 : 나미순 역
- 김진수 : 손재식 역
- 김수미 : 시덕 어머니 역
- 전원주 : 최사엽 역
- 차광수 : 백호 역
- 조양자 : 서은자 역
- 김정국 : 시덕 역
- 민지 : 은주 역
- 김설 : 김말순 (김 양) 역
- 안재민 : 이준수 역
- 구본임 : 팽 여사 역 (특별출연)
- 안지혜 : 나탄실 역
- 임현식 : 마을구장 구창봉 역 (특별출연)
- 이용이 : 마을구장 부인 역 (특별출연)
- 정은수 : 동네 아낙 역 (특별출연)
- 송지호 : 범석 역
- 차성훈 : 선배검사 역
- 누엘 : 동네 양아치 역
- 하동준 : 수남 부 역

## 시청률
| 2013년 | 2013년    | 2013년                             | 2013년                              |
| 회차   | 방송일    | TNmS 시청률 (수도권 유료가구 기준) | AGB닐슨 시청률 (전국 유료가구 기준) |
| ------ | --------- | ---------------------------------- | ----------------------------------- |
| 제1회  | 9월 14일  |                                    | 1.2%                                |
| 제2회  | 9월 15일  |                                    | 1.2%                                |
| 제3회  | 9월 21일  |                                    | 1.2%                                |
| 제4회  | 9월 22일  |                                    | 1.1%                                |
| 제5회  | 9월 28일  |                                    | 1.6%                                |
| 제6회  | 9월 29일  |                                    | 2.0%                                |
| 제7회  | 10월 5일  |                                    | 2.1%                                |
| 제8회  | 10월 6일  |                                    | 2.6%                                |
| 제9회  | 10월 12일 |                                    | 2.0%                                |
| 제10회 | 10월 13일 |                                    | 2.5%                                |
| 제11회 | 10월 19일 |                                    | 2.4%                                |
| 제12회 | 10월 20일 |                                    | 3.3%                                |
| 제13회 | 10월 26일 |                                    | 2.4%                                |
| 제14회 | 10월 27일 |                                    | 3.3%                                |
| 제15회 | 11월 2일  |                                    | 2.5%                                |
| 제16회 | 11월 3일  |                                    | 3.5%                                |
| 제17회 | 11월 9일  |                                    | 2.5%                                |
| 제18회 | 11월 10일 |                                    | 2.6%                                |
| 제19회 | 11월 16일 |                                    | 2.2%                                |
| 제20회 | 11월 17일 |                                    | 2.5%                                |
| 제21회 | 11월 23일 |                                    | 2.4%                                |
| 제22회 | 11월 24일 |                                    | 2.9%                                |
| 제23회 | 11월 30일 |                                    | 2.1%                                |
| 제24회 | 12월 1일  |                                    | 3.1%                                |
| 제25회 | 12월 7일  |                                    | 2.6%                                |
| 제26회 | 12월 8일  |                                    | 2.9%                                |
| 제27회 | 12월 14일 |                                    | 2.3%                                |
| 제28회 | 12월 15일 |                                    | 3.0%                                |
| 제29회 | 12월 21일 |                                    | 2.3%                                |
| 제30회 | 12월 22일 |                                    | 3.2%                                |
| 제31회 | 12월 28일 |                                    | 2.5%                                |
| 제32회 | 12월 29일 |                                    | 3.5%                                |
| 2014년 |           |                                    |                                     |
| 제33회 | 1월 4일   |                                    | 3.1%                                |
| 제34회 | 1월 5일   |                                    | 3.0%                                |
| 제35회 | 1월 11일  |                                    | 3.2%                                |
| 제36회 | 1월 12일  |                                    | 3.5%                                |
| 제37회 | 1월 18일  |                                    | 3.2%                                |
| 제38회 | 1월 19일  |                                    | 3.2%                                |
| 제39회 | 1월 25일  |                                    | 3.3%                                |
| 제40회 | 1월 26일  |                                    | 3.5%                                |
| 제41회 | 2월 1일   |                                    | 3.2%                                |
| 제42회 | 2월 2일   |                                    | 3.7%                                |
| 제43회 | 2월 8일   |                                    | 4.1%                                |
| 제44회 | 2월 9일   |                                    | 3.9%                                |
| 제45회 | 2월 15일  |                                    | 3.4%                                |
| 제46회 | 2월 16일  |                                    | 4.2%                                |
| 제47회 | 2월 22일  |                                    | 3.5%                                |
| 제48회 | 2월 23일  |                                    | 4.0%                                |
| 제49회 | 3월 1일   |                                    | 4.0%                                |
| 제50회 | 3월 2일   |                                    | 4.2%                                |
| 제51회 | 3월 8일   |                                    | 3.7%                                |
| 제52회 | 3월 9일   |                                    | 4.6%                                |
| 제53회 | 3월 15일  |                                    | 3.4%                                |
| 제54회 | 3월 16일  |                                    | 4.5%                                |

## 연장
- 2014년 2월 5일 : 맏이 방영 분량이 50부작에서 4회 연장되어 54부작으로 변경.확정되었다.

## 경쟁 프로그램
- 원더풀 마마 (SBS, 2013년 4월 13일 ~ 2013년 9월 22일)
- 열애 (SBS, 2013년 9월 28일 ~ 2014년 3월 16일)
- 금 나와라, 뚝딱! (MBC, 2013년 4월 6일 ~ 2013년 9월 22일)
- 사랑해서 남주나 (MBC, 2013년 9월 28일 ~ 2014년 3월 16일)
- 왕가네 식구들 (KBS2, 2013년 8월 31일 ~ 2014년 2월 16일)
- 참 좋은 시절 (KBS2, 2014년 2월 22일 ~ 2014년 8월 10일)